# Leichtathletik-Weltmeisterschaften 2001/Weitsprung der Frauen

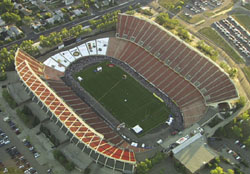
Das Commonwealth Stadium von Edmonton im Jahr 2005

Der Weitsprung der Frauen bei den Leichtathletik-Weltmeisterschaften 2001 wurde am 5. und 7. August 2001 im Commonwealth Stadium der kanadischen Stadt Edmonton ausgetragen.
Weltmeisterin wurde die zweifache Olympiazweite (1996/2000), Vizeeuropameisterin von 1998 und EM-Dritte von 1994 Fiona May aus Italien, die bei Weltmeisterschaften bereits einen kompletten Medaillensatz (Gold: 1995 / Silber: 1999 / Bronze: 1997) gesammelt hatte. Silber ging an die Russin Tatjana Kotowa. Bronze gewann die spanische Titelverteidigerin und Vizeweltmeisterin von 1995 Niurka Montalvo die bis einschließlich 1998 für Kuba gestartet war.

## Bestehende Rekorde
| Weltrekord | 7,52 m | Galina Tschistjakowa | Leningrad (heute St. Petersburg), Sowjetunion (heute Russland) | 11. Juni 1988     |
| WM-Rekord  | 7,36 m | Jackie Joyner-Kersee | WM 1987 in Rom, Italien                                        | 4. September 1987 |

Der bestehende WM-Rekord wurde bei diesen Weltmeisterschaften nicht eingestellt und nicht verbessert.
Es wurde ein Landesrekord erzielt:

6,86 m – Tünde Vaszi (Ungarn), Finale am 7. August

## Windbedingungen
In den folgenden Ergebnisübersichten sind die Windbedingungen zu den einzelnen Sprüngen benannt. Der erlaubte Grenzwert liegt bei zwei Metern pro Sekunde. Bei stärkerer Windunterstützung wird die Weite für den Wettkampf gewertet, findet jedoch keinen Eingang in Rekord- und Bestenlisten.

## Legende
Kurze Übersicht zur Bedeutung der Symbolik – so üblicherweise auch in sonstigen Veröffentlichungen verwendet:
| – | verzichtet                                 |
| x | ungültig                                   |
| r | Wettkampf nicht fortgesetzt (retired)      |
| w | Windunterstützung über dem zulässigen Wert |

## Qualifikation
5. August 2001, 14:30 Uhr
22 Teilnehmerinnen traten in zwei Gruppen zur Qualifikationsrunde an. Die Qualifikationsweite für den direkten Finaleinzug betrug 6,70 m. Drei Athletinnen übertrafen diese Marke (hellblau unterlegt). Das Finalfeld wurde mit den neun nächstplatzierten Sportlerinnen auf zwölf Springerinnen aufgefüllt (hellgrün unterlegt). So reichten für die Finalteilnahme schließlich 6,48 m.

### Gruppe A
| Platz | Name                  | Nation     | Resultat (m) | 1. Versuch (m) Wind (m/s) | 2. Versuch (m) Wind (m/s) | 3. Versuch (m) Wind (m/s) |
| 1     | Fiona May             | Italien    | 6,80         | 6,80 / +1,0               | –                         | –                         |
| 2     | Tünde Vaszi           | Ungarn     | 6,71         | 6,36 / −0,3               | 6,71 / −1,4               | –                         |
| 3     | Niurka Montalvo       | Spanien    | 6,65         | 6,34 / +1,9               | 6,65 / −0,5               | 6,43 / +0,5               |
| 4     | Ljudmila Galkina      | Russland   | 6,62         | 6,62 / −0,2               | 6,59 / +0,2               | 6,58 / −1,2               |
| 5     | Elva Goulbourne       | Jamaika    | 6,60         | 6,46 / −1,3               | 6,60 / −0,5               | x                         |
| 6     | Jenny Adams           | USA        | 6,48         | 6,41 / −1,6               | 6,48 / −2,5               | 6,31 / −0,6               |
| 7     | Jelena Koschtschejewa | Kasachstan | 6,46         | 6,35 / −0,4               | 6,13 / +0,2               | 6,46 / +0,4               |
| 8     | Maho Hanaoka          | Japan      | 6,43         | 6,43 / +0,8               | 6,36 / +0,6               | 6,38 / −0,7               |
| 9     | Chioma Ajunwa         | Nigeria    | 6,43         | x                         | 6,25 / +0,2               | 6,43 / −0,3               |
| 10    | Jackie Edwards        | Bahamas    | 6,42         | 5,90 / +0,3               | x                         | 6,42 / −0,3               |
| 11    | Olga Rubljowa         | Russland   | 6,27         | 6,27 / −0,4               | x                         | x                         |

### Gruppe B

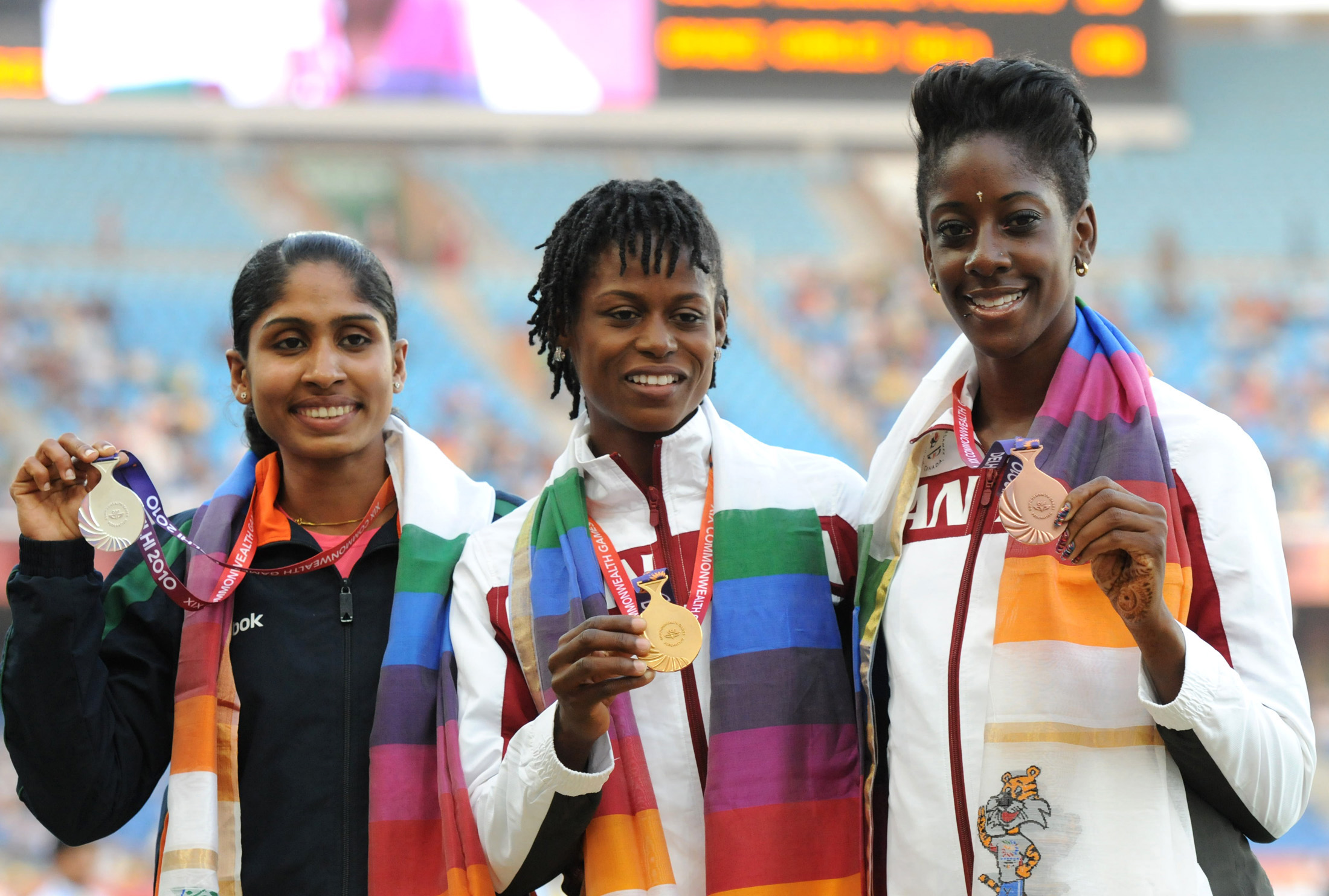
Alice Falaiye (Mitte) schied mit 6,04 m in der Qualifikation aus
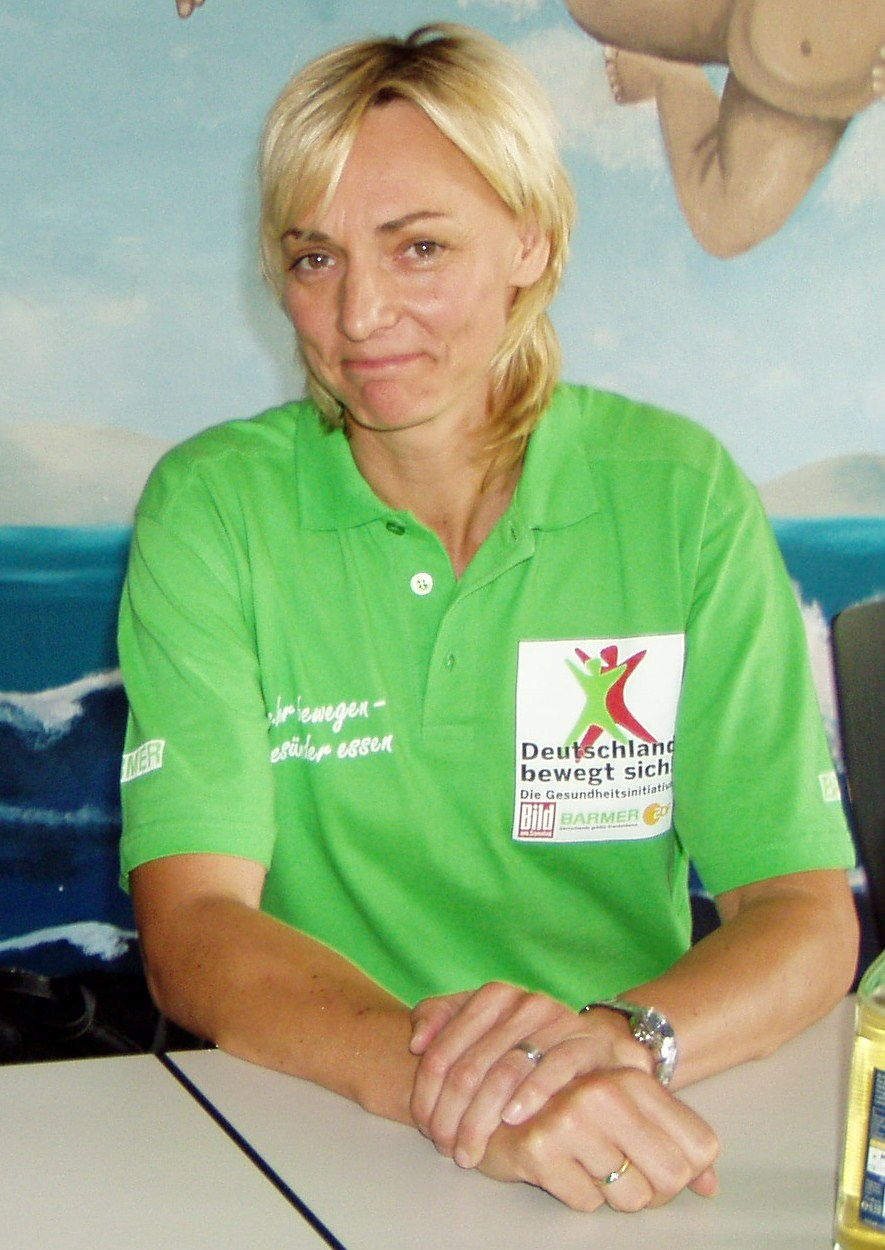
Die verletzungsbedingt völlig indisponierte Heike Drechsler gab den Wettkampf nach zwei misslungenen Sprüngen auf

| Platz | Name               | Nation              | Resultat (m) | 1. Vers. (m) Wind (m/s) | 2. Vers. (m) Wind (m/s) | 3. Vers. (m) Wind (m/s) |
| 1     | Maurren Higa Maggi | Brasilien           | 6,74         | 6,46 / +0,1             | 6,49 / −0,2             | 6,74 / +0,4             |
| 2     | Guan Yingnan       | Volksrepublik China | 6,66         | 6,61 / −0,8             | 6,66 / +0,6             | 6,40 / +0,1             |
| 3     | Niki Xanthou       | Griechenland        | 6,66         | 6,66 / −1,1             | 6,47 / +0,4             | x                       |
| 4     | Valentina Gotovska | Lettland            | 6,58         | 6,47 / +1,8             | 6,58 / −0,9             | 6,41 / +0,9             |
| 5     | Tatjana Kotowa     | Russland            | 6,54         | 6,27 / ±0,0             | x                       | 6,54 / −1,1             |
| 6     | Kumiko Ikeda       | Japan               | 6,49         | 6,44 / −1,9             | 6,49 / −0,3             | 6,49 / +0,4             |
| 7     | Chantal Brunner    | Neuseeland          | 6,39         | 6,39 / −0,1             | 6,39 / −0,8             | x                       |
| 8     | Aurélie Felix      | Frankreich          | 6,37         | x                       | x                       | 6,37 / +1,0             |
| 9     | Alice Falaiye      | Kanada              | 6,04         | x                       | x                       | 6,04 / −0,1             |
| 10    | Elena Bobrovskaya  | Kirgisistan         | 5,93         | 5,89 / −0,4             | 5,93 / −0,1             | 5,78 / −0,3             |
| 11    | Heike Drechsler    | Deutschland         | 4,45         | x                       | 4,45 / −1,7             | r                       |

## Finale
7. August 2001, 18:05 Uhr
| Platz | Name               | Nation              | Resultat (m) | 1. Versuch (m) Wind (m/s) | 2. Versuch (m) Wind (m/s) | 3. Versuch (m) Wind (m/s) | 4. Versuch (m) Wind (m/s)                     | 5. Versuch (m) Wind (m/s)                     | 6. Versuch (m) Wind (m/s)                     |
| 1     | Fiona May          | Italien             | 7,02 w       | 6,86 / +3,1               | 6,97 / +1,2               | 7,02 / +2,6               | 6,73 / +1,5                                   | 6,97 / +1,3                                   | 6,80 / +2,7                                   |
| 2     | Tatjana Kotowa     | Russland            | 7,01 w       | 6,60 / +0,2               | 6,82 / +0,2               | 6,67 / +1,7               | 7,01 / +3,6                                   | 6,81 / +3,4                                   | x                                             |
| 3     | Niurka Montalvo    | Spanien             | 6,88 w       | 6,73 / +3,5               | x                         | 6,59 / +1,5               | 6,88 / +2,1                                   | 6,76 / +1,4                                   | 6,54 / −0,8                                   |
| 4     | Tünde Vaszi        | Ungarn              | 6,86 NR      | 6,66 / +1,7               | x                         | 6,86 / +1,3               | 6,84 / +1,7                                   | x                                             | x                                             |
| 5     | Valentina Gotovska | Lettland            | 6,84 w       | 6,84 / +3,5               | 6,67 / +1,5               | 6,66 / +0,3               | x                                             | 6,59 / +2,6                                   | 6,23 / +1,4                                   |
| 6     | Niki Xanthou       | Griechenland        | 6,76 w       | 6,61 / +1,7               | x                         | 6,76 / +3,1               | 6,67 / +3,3                                   | x                                             | 6,57 / +0,9                                   |
| 7     | Maurren Higa Maggi | Brasilien           | 6,73         | 6,40 / −0,8               | 6,46 / −3,6               | 6,73 / −0,6               | x                                             | 6,67 / +2,6                                   | x                                             |
| 8     | Ljudmila Galkina   | Russland            | 6,70         | 6,56 / +1,7               | 6,67 / +0,9               | 6,70 / +1,3               | x                                             | 6,61 / +2,9                                   | x                                             |
| 9     | Guan Yingnan       | Volksrepublik China | 6,69 w       | 6,69 / +3,5               | x                         | 5,12 / +0,3               | nicht im Finale der besten acht Springerinnen | nicht im Finale der besten acht Springerinnen | nicht im Finale der besten acht Springerinnen |
| 10    | Elva Goulbourne    | Jamaika             | 6,62         | 6,62 / +1,2               | x                         | x                         | nicht im Finale der besten acht Springerinnen | nicht im Finale der besten acht Springerinnen | nicht im Finale der besten acht Springerinnen |
| 11    | Kumiko Ikeda       | Japan               | 6,44         | 6,44 / +1,2               | 6,38 / +1,7               | x                         | nicht im Finale der besten acht Springerinnen | nicht im Finale der besten acht Springerinnen | nicht im Finale der besten acht Springerinnen |
| NM    | Jenny Adams        | USA                 | ogV          | x                         | x                         | x                         | nicht im Finale der besten acht Springerinnen | nicht im Finale der besten acht Springerinnen | nicht im Finale der besten acht Springerinnen |

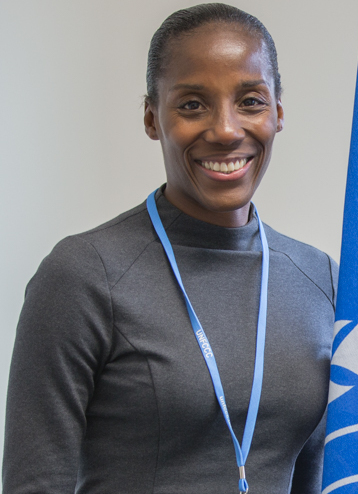
Fiona May erkämpfte ihren zweiten WM-Titel nach 1995 und nach zahlreichen weiteren WM-, EM- und olympischen Medaillen
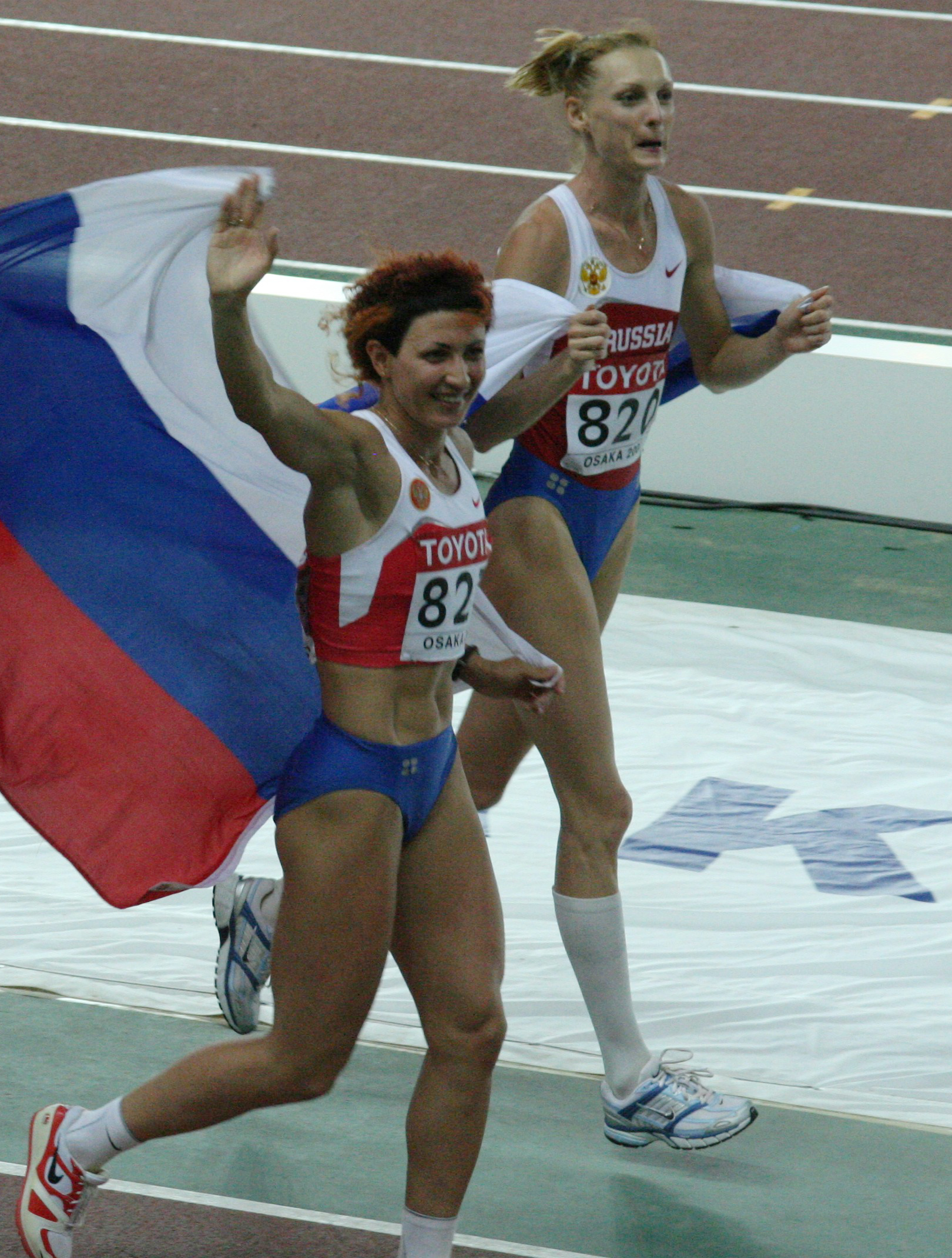
Vizeweltmeisterin Tatjana Kotowa (rechts)
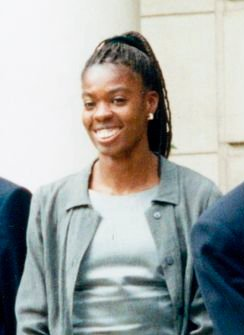
Bronzemedaillengewinnerin Niurka Montalvo, Titelverteidigerin und Vizeweltmeisterin von 1995

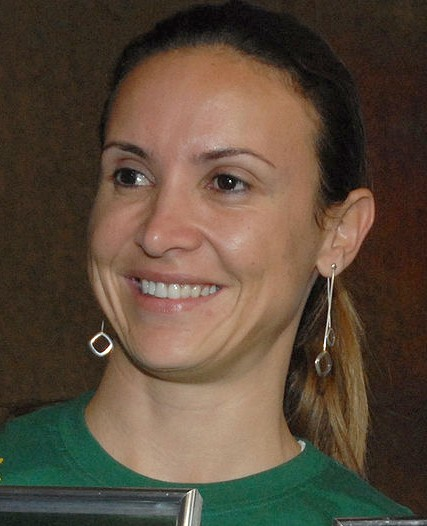
Maurren Higa Maggi belegte Rang sieben
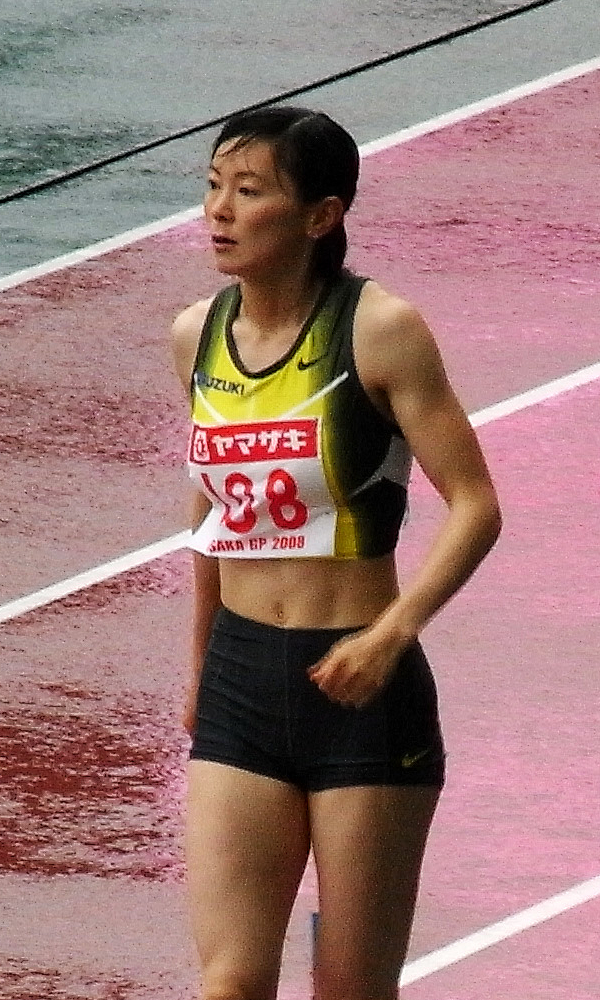
Kumiko Ikeda erreichte Platz elf

## Video
- Edmonton 2001 Long Jump Woman Final auf youtube.com, abgerufen am 24. August 2020